# Philippe Quesne
Philippe Quesne est un metteur en scène, plasticien, directeur de théâtre et scénographe français né en 1970.
À la tête du théâtre Nanterre-Amandiers de 2014 à 2020, il devient directeur de la Ménagerie de verre en 2022.

## Biographie
Il suit une formation d’arts plastiques à l’école Estienne puis aux Arts décoratifs de Paris.
Il travaille une dizaine d'années comme scénographe de théâtre et d’expositions pour des metteurs en scène comme Robert Cantarella, Valérie Jallais, Laetitia Dosch, ou Gérald Kurdian, avant de fonder la compagnie « Vivarium Studio » en 2003. Composé d’acteurs, de plasticiens, de musiciens et de danseurs, la compagnie propose un théâtre d'images, avec très peu de texte et un travail plastique conséquent. Isabelle Angotti, Rodolphe Auté, Gaëtan Vourc'H, Sébastien Jacobs, Émilien Tessier, Tristan Varlot participent régulièrement à ses créations.
Le travail de Philippe Quesne a été présenté dans des théâtres et des festivals comme le Festival international d'été de Hambourg, La Ménagerie de Verre, le Festival d'Avignon, Hebbel am Ufer Berlin, le centre Pompidou, Kunstencentrum Vooruit Gent ou le Festival Internacional Cervantino.
Parallèlement à ses pièces dont il conçoit la scénographie et la mise en scène, il crée des performances, des opéras et des interventions dans l’espace public.
De 2014 à 2020, il dirige le théâtre Nanterre-Amandiers. En 2019, il est le directeur artistique des pavillons français à la Quadriennale de Prague. En 2022, il est nommé directeur de la Ménagerie de verre.

### Œuvre
Philippe Quesne a créé et produit plusieurs œuvres telles que la pièce multimédia, La Démangeaison des Ailes, qui se déploie sous le titre Des Expériences en 2004, un projet évolutif se déroulant dans divers espaces comme une galerie d'art, une forêt, un étang ou une friche.
L'Effet de Serge est un drame joué dans un décor très dépouillé. L'ensemble est composé de murs vides, d'une table de ping-pong, d'un bout de tapis, d'un téléviseur, de portes-fenêtres ouvrant sur un petit jardin. Le travail traite à la fois de la futilité, du plaisir et de la nécessité des routines quotidiennes. Gaëtan Vourc'h y joue un personnage qui prépare des courts-métrages pour ses amis dans son salon le samedi soir. Philippe Quesne y montre la nécessité de l'impulsion créatrice qui peut s'exprimer dans les actes les plus simples. L'Effet de Serge a remporté un Obie Award au Under the Radar Festival à New York. La pièce a été jouée durant plus de dix ans.
Dans La Mélancolie des Dragons, la scène se concentre sur une Citroën qui abrite six fans de heavy metal. L'histoire tourne autour de leurs tentatives de créer leur propre version d'un parc à thème Disney, comme une critique contre le consumérisme bon marché.
Dans Echantillons, face à une vitrine de grand magasin, Philippe Quesne donne aux spectateurs la possibilité d'utiliser un bouton de souris IMac pour donner des commandes aux acteurs derrière la vitre.
Le spectacle Big Bang est basé sur la théorie de l'évolution, selon laquelle, après une explosion massive, six personnes sur une petite île réécrivent l'histoire du monde.
En 2023, à l'occasion des vingt ans de sa compagnie, il présente Le Jardin des délices au Festival d'Avignon, dans la Carrière Boulbon. Inspiré par l'œuvre du peintre Jérome Bosch, avec des textes originaux de Laura Vazquez et des emprunts à Dante, Philippe Quesne y dévoile une « douce apocalypse » dont la carrière est le personnage central, « tant elle lui permet de déplier des motifs et un mode d’habiter le monde qui sont les siens depuis toujours ».

## Théâtre

### Conception, mise en scène, scénographie
- 2003 : La Démangeaison des ailes, Festival Frictions Dijon
- 2004 : Des expériences/1, Festival d'Avignon
- 2004 : Des expériences/3, Festival Entre cour et jardins
- 2004 : Pour en finir avec les simulateurs
- 2006 : D'après nature, Théâtre de la Bastille[19]
- 2005 : Action en milieu naturel, parcours artistique Parc de la Villette
- 2006 : Échantillons, intervention au FRAC d'Île-de-France
- 2006 : Petites Réflexions sur la présence de la nature en milieu urbain
- 2007 : Groupuscule, Le Blanc-Mesnil
- 2007 : Point de vue, installation au Belluard Bollwerk International de Fribourg
- 2007 : L'Effet de Serge, Ménagerie de verre
- 2008 : La Mélancolie des dragons, Festival d'Avignon
- 2010 : Big Bang, Festival d'Avignon
- 2011 : Pièce pour la technique du Schauspiel de Hanovre, Schauspiel de Hanovre
- 2013 : Swamp club, Festival d'Avignon, création
- 2013 : Anamorphosis, Komaba Agora Theater (Tokyo)
- 2014 : Next Day, CAMPO (Belgique)
- 2016 : Caspar Western Friedrich, Théâtre Nanterre-Amandiers
- 2016 : La Nuit des taupes, Théâtre Nanterre-Amandiers
- 2016 : L'Après-midi des taupes, Théâtre Nanterre-Amandiers
- 2016 : La Parade des taupes, Théâtre Nanterre-Amandiers
- 2016 : The Greatest Show on Earth, conception avec Valérie Castan, Antonia Baehr, Florentina Holzinger, Vincent Riebeek, Eisa Jocson, Maika Knoblich, Hendrik Quast, Meg Stuart, Jeremy Wade[20], Internationales Sommerfestival Kampnagel (Hambourg)
- 2018 : Crash Park : La vie d’une île, Théâtre Nanterre-Amandiers
- 2018 : Usher, Vlaamse Opera (Ghent)
- 2019 : Farm Fatale, Théâtre Nanterre-Amandiers
- 2020 : La nuit de l'île, Centre Pompidou
- 2021 : Cosmic drama, Theater Basel
- 2022 : Fantasmagoria, Théâtre Vidy-Lausanne[21]
- 2023 : Le Jardin des délices, Festival d'Avignon

### Scénographie
- 1993 : Les Guerriers de Philippe Minyana, mise en scène Valérie Jallais, Festival du Jeune Théâtre Alès
- 1994 : Family Bandit de Denis O'Hara, mise en scène Valérie Jallais, Festival du Jeune Théâtre Alès
- 1998 : Dormez, je le veux ! de Georges Feydeau, mise en scène Florence Giorgetti, Théâtre des Abbesses
- 1999 : Anne-Laure et les fantômes de Philippe Minyana, mise en scène Robert Cantarella, Théâtre Gérard Philipe
- 2000 : Du matin à minuit de Georg Kaiser, mise en scène Robert Cantarella, La Coursive La Rochelle, Théâtre national de la Colline, Nouveau théâtre d'Angers
- 2000 : Madame Ka de Noëlle Renaude, mise en scène Florence Giorgetti, La Faïencerie Creil, Nouveau théâtre d'Angers, Théâtre Dijon-Bourgogne
- 2001 : Pièces de Philippe Minyana, mise en scène Robert Cantarella, Théâtre Ouvert
- 2003 : Les Travaux et les Jours, mise en scène Robert Cantarella, Théâtre de l'Est parisien
- 2004 : Werther, opéra de Jules Massenet, Opéra de Massy, Opéra de Dijon
- 2025 : Derniers feux de Némo Flouret, Festival d'Avignon

## Filmographie
- 2023 : La Fille de Son Père de Erwan Le Duc : Le père d'Étienne[22]

## Prix et récompenses
- Molières 2010 : nomination au Molière du décorateur scénographe pour La Mélancolie des dragons[23]
- 2008 : Obie Award pour L'Effet de Serge[24]